# Markus Golden
Markus Golden (St. Louis, 13 marzo 1991) è un ex giocatore di football americano statunitense che ha militato nel ruolo di linebacker per nove stagioni nella National Football League (NFL).

## Carriera

### Arizona Cardinals
Dopo avere giocato al college a football all'Università del Missouri, Golden fu scelto nel corso del secondo giro (57º assoluto) del Draft NFL 2015 dagli Arizona Cardinals. Debuttò come professionista subentrando nella gara del primo turno contro i New Orleans Saints in cui mise a segno 3 tackle. Nella sua stagione da rookie disputò 15 partite, di cui 6 come titolare, con 31 tackle, 4 sack e 2 fumble forzati. L'anno seguente, pur giocando solamente 3 partite su 16 come titolare, si classificò al terzo posto nella NFL con 12,5 sack.

### New York Giants
Il 14 marzo 2019, Golden firmò un contratto di un anno con i New York Giants.

### Ritorno ai Cardinals
Il 23 ottobre 2020 Golden fu scambiato con i Cardinals per una scelta del sesto giro del Draft NFL 2021. Il 15 marzo 2021 firmò un nuovo contratto biennale del valore di 9 milioni di dollari.

### Pittsburgh Steelers
Il 24 maggio 2023 Golden firmò con i Pittsburgh Steelers.
Il 1º agosto 2024 Golden firmò per un altro anno con gli Steelers.
Il 9 agosto 2024 Golden fu inserito in lista riserve/ritiri.